# Konzolni most
Konzolni most je most, zgrajen s konstrukcijami, ki štrlijo vodoravno v prostor in so podprte samo na enem koncu (imenovane konzole). Za majhne brvi so lahko konzole preprosti tramovi; vendar pa veliki konzolni mostovi, ki so zasnovani za cestni ali železniški promet, uporabljajo nosilce, zgrajene iz konstrukcijskega jekla ali škatlaste nosilce, zgrajene iz prednapetega betona.
Konzolni most z jeklenimi nosilci je bil velik inženirski preboj, ko so ga prvič uvedli v prakso, saj se lahko razteza na razdaljah več kot 460 m in ga je mogoče lažje zgraditi na težkih križanjih, saj uporablja le malo ali nič opažev.

## Izvor
Gradbeni inženirji v 19. stoletju so razumeli, da bi most, ki je neprekinjen čez več nosilcev, porazdelil obremenitve med njimi. To bi povzročilo manjše napetosti v nosilcu ali paličju in pomenilo, da bi lahko zgradili daljše razpone.:57, 190 Več inženirjev iz 19. stoletja je patentiralo kontinuirne mostove s členki na sredini razpona.:75,79 Uporaba členka v sistemu z več razponi je predstavljala prednosti statično določenega sistema  in mostu, ki je lahko prenesel različno posedanje temeljev  Inženirji so lahko lažje izračunali sile in napetosti s členkom v nosilcu.
Heinrich Gerber je bil eden od inženirjev, ki je pridobil patent za členkast nosilec (1866) in je priznan kot prvi, ki ga je zgradil. Most Hassfurt čez reko Majno v Nemčiji s srednjim razponom 38 metrov je bil dokončan leta 1867 in je priznan kot prvi moderni konzolni most.
High Bridge v Kentuckyju C. Shalerja Smitha (1877), Niagarski konzolni most Charlesa Conrada Schneiderja (1883) in most Poughkeepsie Johna Francisa O'Rourka in Pomeroya P. Dickinsona (1889) so bile pomembne zgodnje uporabe konzolne izvedbe.  Most čez reko Kentucky je prečkal sotesko, ki je bila globoka 84 metrov in je v celoti izkoristil dejstvo, da za glavni razpon konzolnega mostu ni potrebna začasna podpora.
Najbolj znan zgodnji konzolni most je most čez zaliv Forth. Ta most je devetindvajset let držal rekord za najdaljši razpon na svetu, dokler ga ni presegel Quebeški most. Benjamin Baker je na fotografiji na levi ponazoril strukturna načela visečega razpona. Viseči razpon, kjer sedi Kaichi Watanabe, je viden v sredini. Potreba po upiranju stiskanju spodnje tetive je vidna pri uporabi lesenih drogov, medtem ko je napetost zgornje tetive prikazana z iztegnjenimi rokami. Delovanje zunanjih temeljev kot sider za konzolo je vidno pri postavitvi protiuteži.

## Funkcija
Konzolni most.—konstrukcija, katere vsaj en del deluje kot sidrišče za vzdrževanje drugega dela, ki sega čez podporni steber. — Bridge Engineering
Preprost konzolni razpon je sestavljen iz dveh konzolnih krakov, ki segata od nasprotnih strani ovire, ki jo je treba prečkati, in se srečata v središču. V običajni različici, visečem razponu, se konzolna kraka ne stikata v sredini; namesto tega podpirata osrednji nosilni most, ki sloni na koncih konzolnih ročic. Viseči razpon je lahko zgrajen izven gradbišča in dvignjen na svoje mesto ali izdelan na mestu z uporabo posebnih potovalnih opor.
Pogost način za izdelavo jeklenih nosilcev in prednapetih betonskih konzolnih razponov je, da se vsaka konzolna roka uravnoteži z drugo konzolno roko, ki štrli v nasprotni smeri in tvori uravnoteženo konzolo; ko se pritrdita na trdno podlago, se protiutežne roke imenujejo sidrne roke. Tako so v mostu, zgrajenem na dveh temeljnih stebrih, štirje konzolni kraki: dva, ki segata čez oviro, in dva sidrna kraka, ki segata stran od ovire. Zaradi potrebe po večji trdnosti pri uravnoteženih konzolnih nosilcih ima zgornja konstrukcija mostu pogosto obliko stolpov nad temeljnimi stebri. Most Commodore Barry je primer te vrste konzolnega mostu.
Konzole iz jeklenih nosilcev podpirajo obremenitve z napetostjo zgornjih elementov in stiskanjem spodnjih. Običajno struktura porazdeli napetost prek sidrnih ročic na najbolj oddaljene nosilce, medtem ko se stiskanje prenese na temelje pod osrednjimi stolpi. Številni nosilni konzolni mostovi uporabljajo zatične spoje in so zato statično določeni brez elementov, ki prenašajo mešane obremenitve.
Uravnoteženi konzolni mostovi iz prednapetega betona so pogosto zgrajeni s segmentno konstrukcijo.

## Metoda gradnje
Nekateri jekleni ločni mostovi (kot je Navajo Bridge) so zgrajeni s čistimi konzolnimi razponi na vsaki strani, brez opornikov spodaj in začasnih podpornih stolpov in kablov zgoraj. Ti se nato združijo z zatičem, običajno po tem, ko se spojna točka prisili narazen, in ko se dvigalke odstranijo in se doda mostna kritina, most postane ločni most. Takšna konstrukcija brez podpore je mogoča le, če je na voljo ustrezna skala za podporo napetosti v zgornji tetivi razpona med gradnjo, pri čemer je ta metoda običajno omejena na premostitev ozkih kanjonov.

## Seznam po dolžini
Najdaljši konzolni mostovi na svetu (po najdaljšem razponu):
1. Quebeški most (Quebec, Kanada, 1919) 549 m
2. Most čez zaliv Forth (Firth of Forth, Škotska, 1890) 521 m
3. Most Minato (Osaka, Japonska, 1973) 510 m
4. Most Commodore Barry (Chester, Pennsylvania, ZDA, 1974) 501 m
5. Crescent City Connection (dvojna razpona) (New Orleans, Louisiana, ZDA, 1958 in 1988) 480 m
6. Most Howrah (Kalkuta, Zahodna Bengalija, Indija, 1943) 457 m
7. Most Gramercy (Gramercy, Louisiana, ZDA, 1995) 445 m
8. Most Tokijska vrata (Tokio, Japonska, 2012) 440 m
9. Most J. C. Van Horne (Campbellton, New Brunswick & Pointe-à-la-Croix, Quebec, Kanada, 1961) 380 m
10. Most Horaca Wilkinsona (Baton Rouge, Louisiana, ZDA, 1968) 376 m
11. Most Tappan Zee (South Nyack, New York & Tarrytown, New York, ZDA, 1955–2017) 369 m
12. Most Lewisa in Clarka (Longview, Washington & Rainier, Oregon, ZDA, 1930) 366 m

## Primeri
- Most Quebec ima splošno zgradbo, prikazano zgoraj.
- Most Vejle Fjord je betonski most, zgrajen po metodi uravnotežene konzole.
- Nekdanji vzhodni razpon mostu San Francisco–Oakland Bay
- Most Howrah, Kalkuta
- Most čez zaliv Forth s tremi dvojnimi konzolami.
- Prvotni razpon Blue Water Bridge iz leta 1938
- Pulaski Skyway
- Vrengen Bridge, betonski most..